# Нижегородская губернская земская больница
Нижегородская губернская земская больница (Мартыновская больница) — архитектурный ансамбль в историческом центре Нижнего Новгорода. Комплекс крупнейшего лечебного учреждения дореволюционного Нижнего Новгорода и Нижегородской губернии.
В комплекс ансамбля входило восемь строений, большая часть из которых была снята с охраны государства в 1990-х годах и уничтожена уплотнительной застройкой. Сегодня в предмет охраны ансамбля входят три здания: аптечный флигель, хирургический корпус и амбулаторный корпус.
Больница имеет важную мемориальную ценность, так как здесь работали известные нижегородские врачи: Егор Богданович Еше (1885—1875), Дмитрий Александрович Венский (1868—1903), Пётр Петрович Кащенко (1889), Пётр Николаевич Михалкин (1885—1918), Пётр Георгиевич Аврамов (1919—1928).

## История
При учреждении Нижегородского наместничества в 1779 году в городе была открыта первая партикулярная больница, а до этого помощь больным оказывали при монастырях и в гарнизонном госпитале. На склоне Похвалинского оврага и Ивановской (ныне — Нестерова) улицы штаб-лекарь Иван Иванович Ридер заложил строительство деревянных больничных блоков. В 1820—1822 году по проекту архитектора И. Е. Ефимова на их месте были возведены три каменных корпуса. Однако, в 1825 году Приказ общественного призрения выкупил у полковника С. М. Мартынова для больницы более удобный участок земли на Жуковской улице (сегодня — улица Минина). Тогда же стали приспосабливать бывший дом Мартынова под больничные платы и по проекту А. Л. Леера строить новые деревянные корпуса.
В сентябре 1831 года уже отстроенный комплекс больницы был частично уничтожен пожаром. В 1832—1834 годах к проектированию каменного больничного корпуса приступил архитектор И. Е. Ефимов. Каменные работы вёл подрядчик, крестьянин из села Вершилова Иван Иванович Токарев. Строительство было начато в сентябре 1834 года, а на следующий год завершилась отделка внутренних помещений. На втором этаже была устроена церковь в честь Богородицы Всех Скорбящих Радости (в конце XIX века престол церкви перенесли в построенный рядом новый храм), от которой в настоящее время сохранился только антиминс, освящённый владыкой Нижегородским и Арзамасским Иоанникием (Рудневым). К середине XIX века были возведены ещё несколько каменных и деревянных корпусов на 250 кроватей, новый психиатрический корпус. С запада был разбит сад для отдыха и прогулок больных.
На рубеже XIX—XX веков происходил второй этап развития пространственной композиции комплекса больницы — выстроен ряд новых зданий: амбулатория, красный корпус, хирургическое отделение, а также церковь Божией Матери Всех Скорбящих Радости. Здание амбулатории, построенное в кирпичном стиле, и церковь, выполненная в эклектике, фиксировали собой два противоположных угла квартала больничного комплекса.
До середины 1990-х годов здания Мартыновской больницы использовались по своему первоначальному назначению: в советское время в них размещались отделения областной клинической больницы им. Семашко. В 1980-е годы на месте деревянных больничных бараков был обустроен сквер, где в 1987 году был установлен памятник выдающемуся русскому лётчику Петру Николаевичу Нестерову (скульпторы И. М. Рукавишников и А. И. Рукавишников, архитектор Ю. Н. Воскресенский).

## Аптечный (внутренний) флигель

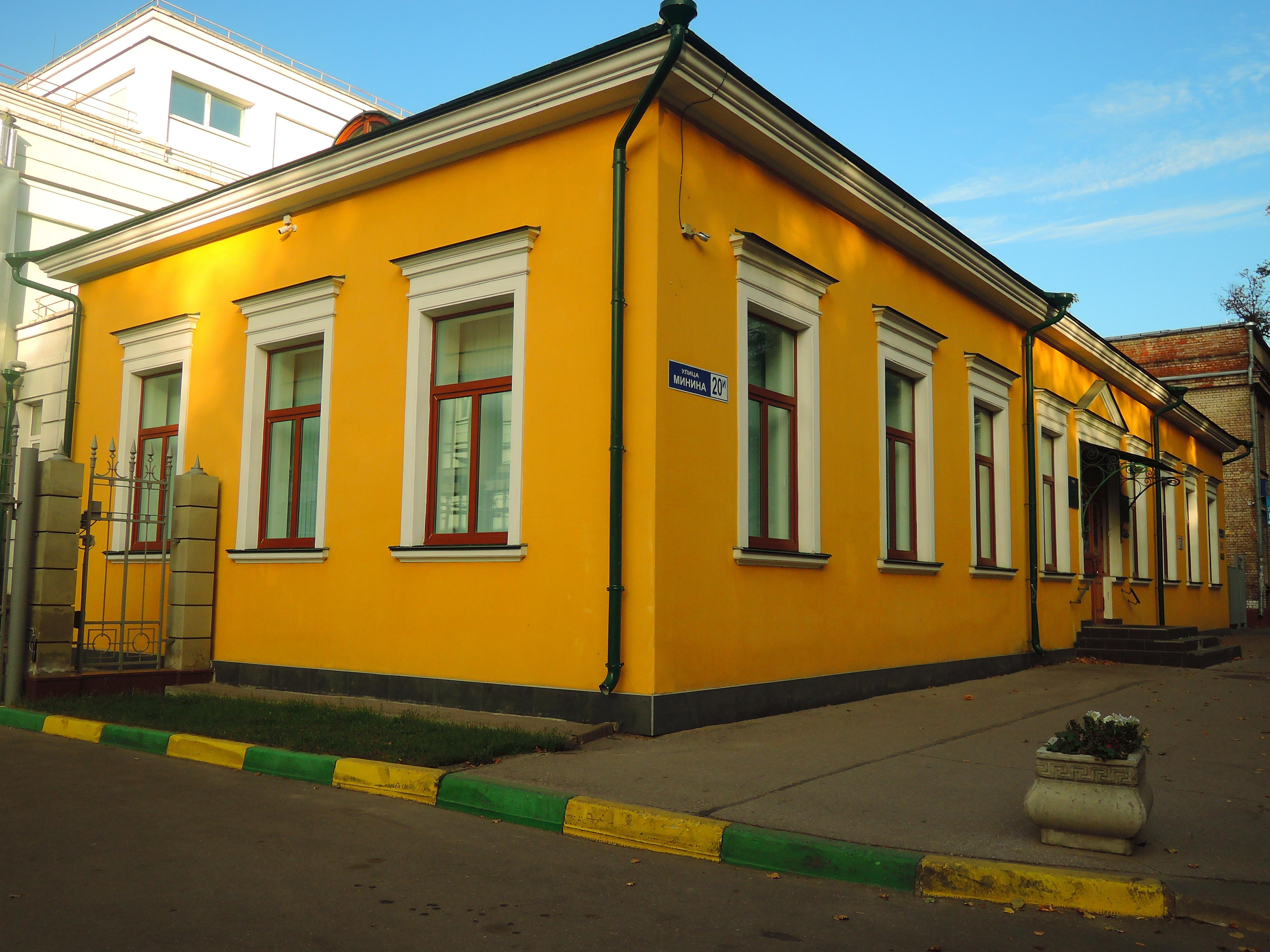
Аптечный (внутренний) флигель.

Старейшее сохранившееся здание больницы — Аптечный (внутренний) флигель, возведённый в 1830 году под надзором губернского архитектора И. Е. Ефимова. В здании располагались первые пациенты Мартыновской больницы — нижние чины внутреннего гарнизонного батальона и инвалидной команды, четвёртого учебного карабинерного полка, шестого пехотного резервного корпуса, жандармской команды, проходящих команд, ведомства путей сообщения и казённые денщики.
Ко времени передачи зданий больницы земству флигель находился в чрезвычайно запущенном состоянии, требовался основательный ремонт. В земский период в нём помещались приёмный покой, дежурный врач, аптека, квартиры аптекаря и вечного дежурного, а во двором конце до 1895 года находился морг с подвальным помещением. В начале XX века в корпусе располагалась аптека.
Со временем флигель ветшал и неоднократно назначался к сносу. Перед революцией возникла идея построить на его месте новое здание нервного отделения и физиотерапевтического института, однако замысел не был реализован.
В советский период здание использовали под аптеку, контору и лаборатории.
Флигель одноэтажный, стены выполнены из поставленных вертикально брёвен. Снаружи и внутри обшит тёсом и оштукатурен по дранке. В располагавшемся в здании приёмном покое вели приём все работавшие в губернской земской больнице известные нижегородские доктора — П. Н. Михалкин, Е. Б. Еше, Д. А. Венский, П. П. Кащенко, И. А. Кунцевич, И. В. Араповский, Т. М. Рожанский.

## Хирургический корпус

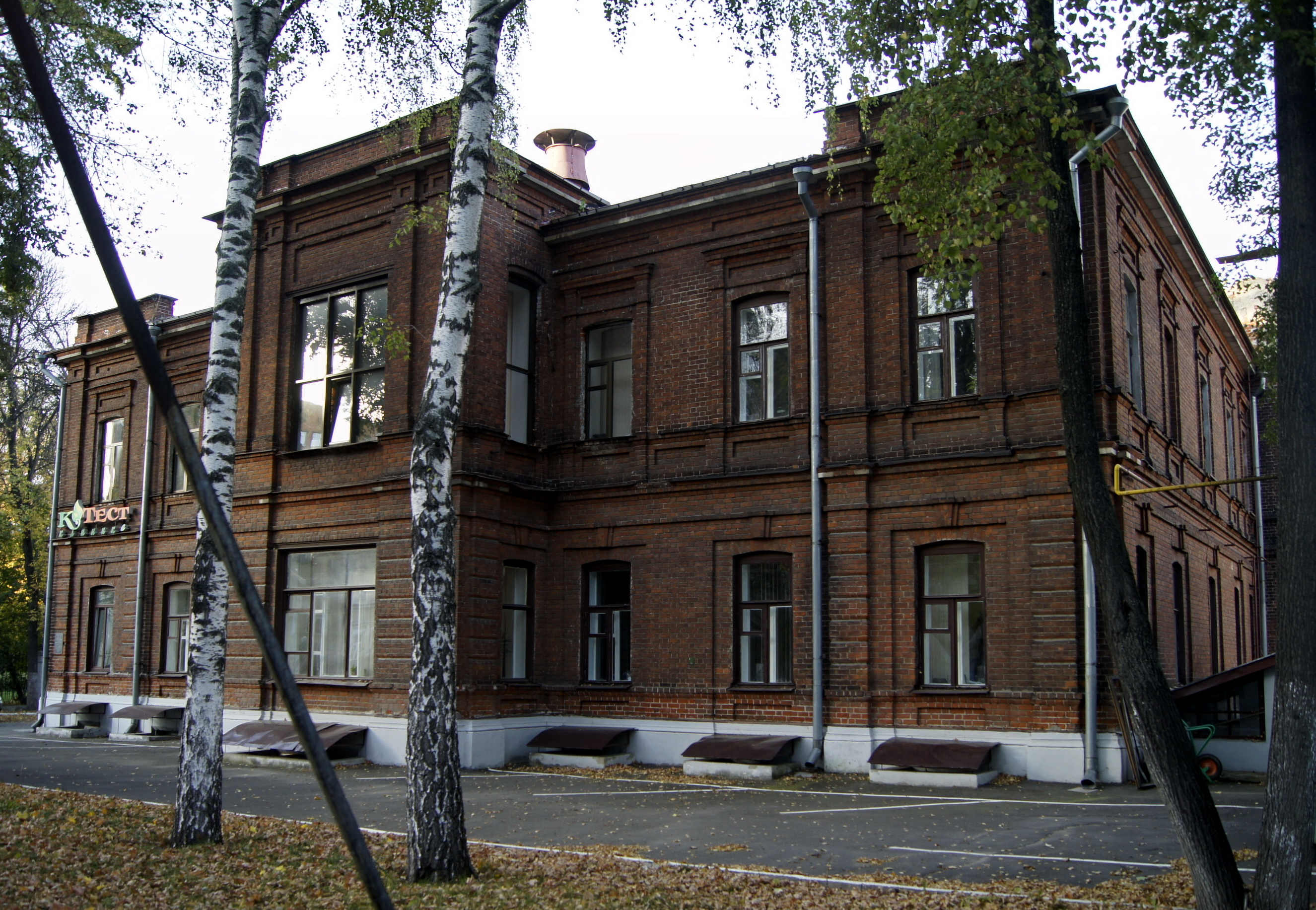
Хирургический корпус.

Строительство хирургического корпуса больницы проходила в три этапа. Первый — постройка в 1890—1898 годах здания хирургической амбулатории — одноэтажного кирпичного здания, расположенного к северу от главного объёма. Второй этап — возведение Хирургического корпуса — двухэтажного кирпичного здания в 1897—1899 годах. Корпус имел общую стену с амбулаторией и сообщение в первом этаже. Третий этап, сформировавший современный облик, пришёлся на начало XX века. Тогда амбулатория была надстроена вторым этажом. Проект Хирургического корпуса разрабатывал архитектор Н. А. Фрелих при участии известного нижегородского врача П. Н. Михалкина.
Здание выстроено в кирпичном стиле, представляет собой сложный объём П-образной конфигурации в плане с двумя входами. Главный фасад имеет симметричную трёхчастную композицию с выступающим центральным ризалитом, подчёркнутым большими окнами витражного типа.
В 2004 году областные власти намеревались снять с хирургического корпуса статус памятника. С таким предложением выступило Министерство культуры Нижегородской области и оно было поддержано губернатором Геннадием Ходыревым. Здание предполагалось снести и отдать территорию под расширение гостиницы «Октябрьская». Против сноса выступили представители медицинского сообщества города.

## Амбулаторный (наружный) корпус

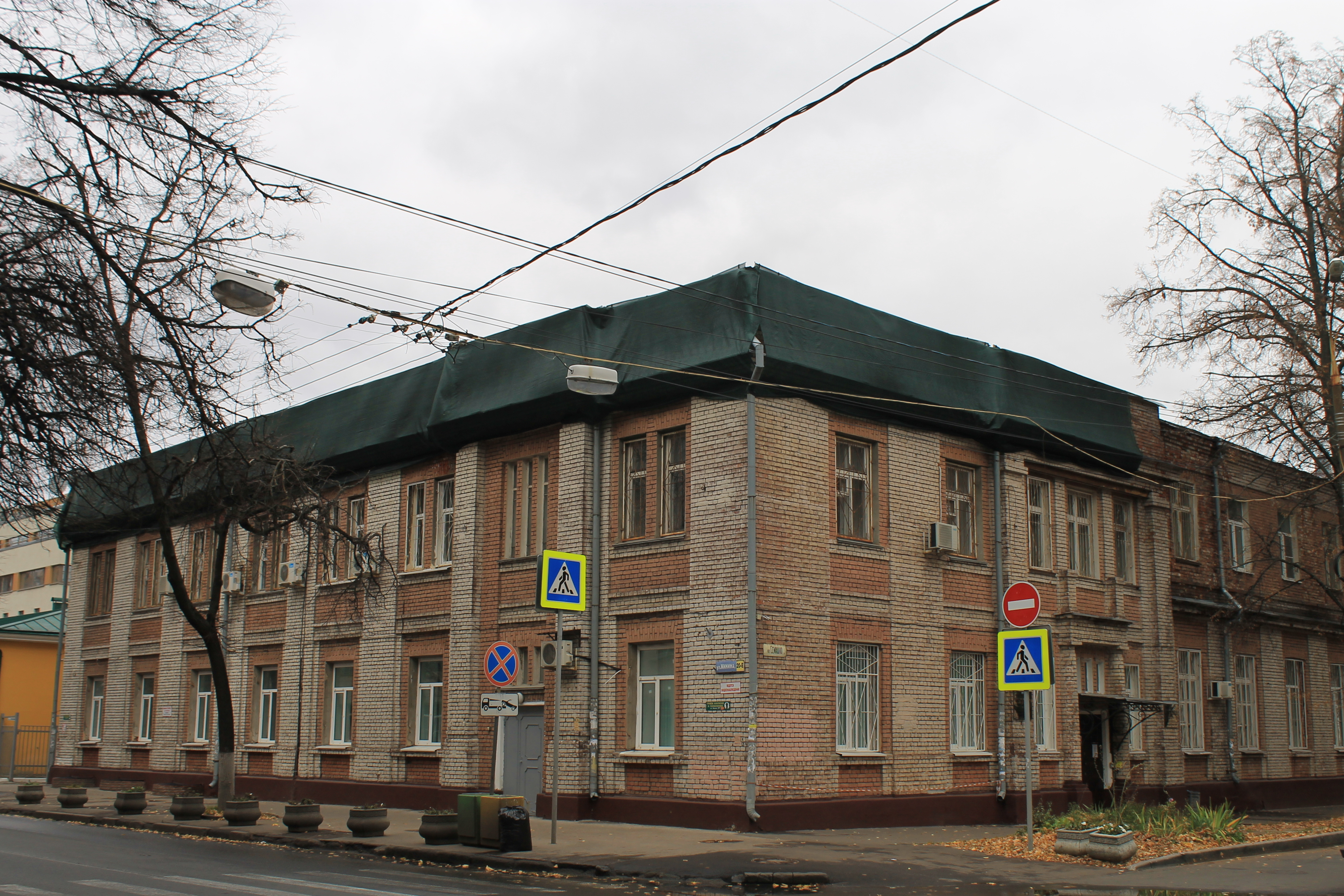
Амбулаторный (наружный) корпус.

Первоначально на угловом участке при пересечении Жуковской и Мартыновской улиц располагалась одноэтажная постройка, обозначенная в документах как «правый деревянный больничный флигель». К началу XX века здание обветшало и в 1913 году было решено выстроить на этом месте новый каменный корпус. Разрабатывал проект Глеб Дмитриевич Бехли — техник губернского земства, недавний выпускник Петербургского технологического института. В конце 1914 года здание было выстроено вчерне, однако была упрощена архитектура: вместо модерна с элементами ретроспективизма, здание было выстроено в духе рационалистического стиля. В 1915 году, в связи с началом Первой мировой войны, здание было отдано для размещения раненых и инвалидов.
В первые годы советской власти здание находилось в ведении военного ведомства, помещения были освобождены только к 1920 году. Позже здесь размещались отделения областной клинической больницы и Горьковский филиал института «ГипроНИИздрав» («Нижегородздравпроект»). В настоящее время в здании размещается областной центр по профилактике и борьбе со СПИД и инфекционными заболеваниями.

## Остальные строения
Остальные здания исторического ансамбля — главный корпус, административно-хозяйственный корпус, женское отделение и отделение для душевнобольных — выведены из-под защиты государства постановлением Администрации Нижегородской области и администрации г. Н. Новгорода от 19.12.1997 года № 351/79. Территория квартала была отдана под современную застройку, чему мешали охранные зоны ансамбля. Также при застройке был уничтожен памятник искусства середины XIX века — ограждение Мартыновской губернской земской больницы, проходившее по Верхне-Волжской набережной от улицы Нестерова до улицы Семашко.
Изначальный состав архитектурного комплекса больницы реконструировал историк нижегородской архитектуры А. С. Шумилкин. В начале XX века в границах квартала, ограниченного улицами Нестерова, Минина, Мартыновской и Верхне-Волжской набережной, было выстроено девять строений и разбит сад:
- Главный корпус. Возведён в 1832—1834 годах по проекту архитектора И. Е. Ефимова[2]. Сохранился в перестроенном виде (надстроен третий этаж).
- Красный корпус. Возведён в начале XX века[10]. Здание снесено, на его месте выстроен главный корпус налоговой инспекции.
- Корпус женского отделения. Выстроен в первой трети XIX века[11]. Здание снесено, на его месте выстроен главный корпус налоговой инспекции.
- Отделение душевнобольных. Выстроено в первой трети XIX века[11]. В 1996 году реконструировано по проекту архитекторов В. Быкова и А. Сазонова в стиле постмодернизма для размещения Фонда социального страхования. От первоначального облика здания ничто не сохранилось[12].
- Ограда и сад. Пространство сада занимало территорию, выходившую на Верхне-Волжскую набережную. Во второй половине XIX века сад был обнесён железной оградой на каменном цоколе[10]. В 1987 году часть сада заняло здание гостиницы «Октябрьская». К 2016 году на остальной территории сада был построен шестиэтажный жилой дом.
- Скорбященская церковь. Храм при больнице. Построен в 1894—1896 годах по проекту архитектора В. Н. Брюхатова[13]. Памятник архитектуры.